# Mitra flammulata
Mitra flammulata är en snäckart. Mitra flammulata ingår i släktet Mitra och familjen Mitridae. Inga underarter finns listade i Catalogue of Life.